# Beiro (Carballeda de Avia)
Beiro (llamada oficialmente San Pedro de Beiro) es una parroquia española del municipio de Carballeda de Avia, en la provincia de Orense, Galicia.

## Organización territorial
La parroquia está formada por dos entidades de población:
- Beiro de Abajo (Beiro de Abaixo)
- Beiro de Arriba

## Demografía
| Gráfica de evolución demográfica de Beiro entre 2000 y 2022 |
|                                                             |
| Datos según el nomenclátor publicado por el INE.            |